# هيفاء عادل
هيفاء عادل (1 يونيو 1955 -)، ممثلة ومنتجة كويتية من أصل عراقي.

## عن حياتها
ولدت في العراق، ثم انتقلت بعدها إلى الكويت. بدأت العمل الفني بعمر صغير في عام 1971 عندما وقفت على خشبة المسرح من خلال مسرحية «ضاع الديك»، والتي قام ببطولتها الفنان عبد العزيز المسعود والفنانة مريم الصالح، كانت النقلة الفنية لها مع وقوفها أمام الفنان عبد الحسين عبد الرضا خلال مسرحية «باي باي لندن»، وذلك بترشيح من المخرج كاظم القلاف وجسدت فيها ثلاث شخصيات هي «وفاء، جانيت، فرنشيسكا»، وقدمت العديد من الأعمال التلفزيونية والمسرحية والإذاعية الأخرى، كما شاركت كموديل بالعديد من الأغاني المصورة ببدايتها مثل «آه يا الأسمر» مع عبد الكريم عبد القادر.

### إبتعادها عن الفن
بعد عرض مسلسلها التراثي سرى الليل عام 2004 للكتاب الإماراتي محمد سعيد الضنحاني وإخراج زوجها نجف جمال، ابتعدت عن التمثيل لست سنوات قبل أن تعود في مسلسل جفنات العنب عام 2011، لتكرر الابتعاد عن الدراما مرة أخرى ولكنها عادت في عام 2019 خلال بطولة المسلسل التراثي الديرفة.

### مرضها
في عام 2012 أصيبت بذبحة صدرية حادة من جراء التقلبات الجوية الشتوية، أدت إلى انغلاق في القصبة الهوائي وأتعبت رئتها، وضاعف من معاناتاتها مرض الربو الذي يلازمها، ما جعل من عملية التنفس عملية صعبة جداً، وغادرت المستشفى بعد بقائها فيه شهراً كاملاً.

### حياتها الأسرية
في بداية حياتها الفنية تزوجت من زميلها الممثل «أحمد الضرمان» ورزقا بإبنهما «صقر» وابنة «عبير» ثم انفصلا، وبعدها تزوجت من المخرج رمضان علي، ومن ثم تزوجت من المخرج المسرحي «نجف جمال».

## أعمالها

### من المسرحيات
| سنة الإنتاج | المسرحية             |
| ----------- | -------------------- |
| 1971        | ضاع الديك            |
| 1973        | شياطين ليلة الجمعة   |
| 1974        | يا غافلين            |
| 1975        | حفلة على الخازوق     |
| 1976        | الواوي               |
| 1976        | مجنون سوسو           |
| 1978        | عريس لبنت السلطان    |
| 1980        | للصبر حدود           |
| 1980        | عزل السوق            |
| 1981        | تنزيلات              |
| 1981        | باي باي لندن         |
| 1982        | يسوونها الكبار       |
| 1989        | إذا طاح الجمل        |
| 1997        | مراهق في الخمسين     |
| 1997        | الغجرية والأحدب      |
| 1998        | عذبيني               |
| 1998        | الجن                 |
| 2017        | مشهد من الزمن الجميل |
| 2018        | موجب                 |

### من المسلسلات
| سنة الإنتاج | اسم المسلسل                           | الشخصية    |
| ----------- | ------------------------------------- | ---------- |
| 1975        | ابن الحطاب                            | السلطانة   |
| 1978        | حبابة                                 | قوت القلوب |
| 1979        | إنهم يكرهون الحب                      |            |
| 1980        | الدانة                                |            |
| 1981        | دنيا الدنانير                         |            |
| 1982        | العتاوية                              | نوره       |
| 1982        | أحلى الأيام                           |            |
| 1982        | إلى أبي وأمي مع التحية - الجزء الثاني | كوثر       |
| 1983        | الجرح الجديد - رباعية تلفزيونية       |            |
| 1983        | امرأة ضد الرجال                       |            |
| 1986        | أبو دندن                              |            |
| 1990        | زوجة تحت التمرين - فيلم تلفزيوني      |            |
| 1992        | بو مرزوق                              |            |
| 1993        | جواهر - خماسية تلفزيونية              |            |
| 1996        | رجل سنة 60                            |            |
| 1996        | يوميات صايم                           |            |
| 2001        | من يقتل الأحلام                       |            |
| 2002        | كشف حساب                              |            |
| 2002        | نورة                                  |            |
| 2003        | وفاء                                  |            |
| 2004        | سرى الليل                             |            |
| 2011        | جفنات العنب                           |            |
| 2019        | الديرفة                               | نوريه      |
| 2019        | سبع بواب                              |            |
| 2020        | محمد علي رود                          | سلطانه     |
| 2020        | أمي دلال والعيال                      | دلال       |
| 2021        | الناموس                               | نعمة       |
| 2022        | حضرة الموقف                           | فاطمة      |

### في السينما
| سنة الإنتاج | الفيلم |
| ----------- | ------ |
| 2016        | عتيج   |

## من أقوالها
- نصيحتي للممثلين الشباب الالتزام بالمواعيد لضمان النجاح.
- عانيت من نكران الجميل... وأعمال «سلق بيض» ما تمشي عندي.
- بعض الأعمال أعطت صورة مشوَّهةً عن البيت الكويتي.[8]
- هدفي من الفن هو إرضاء المشاهد واحترام عقليته، وعدم تقديم ما يشوه ذهنه، والاعتماد على إرساء الأسس والمبادئ في أعمالي.
- أنا حزينة جداً على المسرح وما يصيبه، فالفن هو حجرة رئيسة في المجتمع فيجب الاهتمام والارتقاء به.
- الرسالة الفنية يجب أن تؤدى بمنتهى الإخلاص.
- حين كرمت في عام 2012 قالت: من الجميل أن يكرّم الإنسان وهو على قيد الحياة حتى يرى ما قدمه طيلة مشواره الفني في عيون الناس الذين قدّم لهم ما يضحكهم وما يبكيهم سواء في التلفزيون أو المسرح.

## الجوائز والتكريمات
- 2012:  الكويت - تكريم من مهرجان الكويت المسرحي الثالث عشر.

## روابط خارجية
- هيفاء عادل على موقع IMDb (الإنجليزية)
- هيفاء عادل على موقع قاعدة بيانات الأفلام العربية
- هيفاء عادل على موقع قاعدة بيانات الفيلم (الإنجليزية)